# Warnsdorfer FK
Der Warnsdorfer FK war ein Fußballverein aus dem im nordböhmischen Niederland gelegenen Warnsdorf.

## Geschichte
Der Warnsdorfer Fußball Klub entstand am 10. Januar 1931, als der am 13. April 1907 gegründete DFC Warnsdorf und der am 27. April 1912 gegründete SK Edelgrund Warnsdorf, der sich 1919 in SK Germania Warnsdorf umbenannt hatte, fusionierten. Dem neuen Großverein gelang es in der Folgezeit, die Vorherrschaft der Gablonzer und Reichenberger Clubs im Nordgau zu brechen, aber insgesamt dominierten im Sudetenland weiterhin die mehr oder weniger professionellen Teams des DFC Prag, des Teplitzer FK sowie des DSV Saaz.
Ihren fußballerischen Höhenflug des Jahres 1939 verdanken die Warnsdorfer dem „Anschluss“ des Sudetenlandes an Hitlerdeutschland und der anschließenden offiziellen Abschaffung des Profitums.
Das war die Chance für die Warnsdorfer, die in dem Strumpffabrikanten Kunert einen finanzkräftigen Sponsor besaß. Der holte aus aufgelösten bzw. „entprofessionalisierten“ Teams Spieler wie etwa den zweifachen tschechoslowakischen Nationalspieler Wilhelm Nahlovsky vom Teplitzer FK. Der Erfolg zeigte sich umgehend: In der Spielzeit 1938/39 gewannen die Warnsdorfer die sudetendeutsche Meisterschaft durch einen 4:0-Endspielsieg gegen den Teplitzer FK und qualifizierten sich damit für die Teilnahme an der Endrunde zur deutschen Fußballmeisterschaft 1939. In den Gruppenspielen gegen den Dresdner SC und den 1. FC Schweinfurt 05 wurde man allerdings ohne Punktgewinn Letzter.
Damit war jedoch der Warnsdorfer Höhenflug beendet. Der Kunert-Club ging in der neuen Nationalsozialistischen Turngemeinde (NSTG) auf und konnte nicht mehr an frühere Erfolge anknüpfen, stieg 1940 gar aus der Gauliga Sudetenland ab und kehrte auch nicht mehr zurück. Mit dem Ende des Zweiten Weltkriegs hörte der Verein auf zu existieren.
Die Spielstätte des Warnsdorfer FK am Hauptbahnhof existiert nicht mehr und wurde mit den Velveta-Werken überbaut.

## Erfolge
- Sudetendeutscher Meister: 1939
- Endrundenteilnahme Deutsche Meisterschaft 1939 (1:3 und 1:5 gegen Dresdner SC; 1:4 und 2:4 gegen FC Schweinfurt 05)

## Bekannte Spieler
- Anton Huber
- Rudolf de la Vigne
- Herbert Pechan